# Honningbarna
Honningbarna è un gruppo musicale norvegese formatosi nel 2010. È costituito dai musicisti Edvard Valberg, Tomas Berglund, Christoffer Trædal, Johan Hansson Liljeberg e Nils Jørgen Nilsen.

## Storia del gruppo
La alarmane gå (2011), album in studio d'esordio del gruppo, ha raggiunto l'8ª posizione della VG-lista e si è aggiudicatato lo Spellemannprisen al rock. Verden er enkel (2013), invece, è stato il loro secondo LP a entrare la top 15 norvegese.
Animorphs, uscito nel gennaio 2022, ha fatto il debutto in classifica al 26º posto ed è stato candidato per due Spellemannprisen, vincendo quello al rock. Tre anni dopo viene presentato l'LP di inediti Soft Spot, entrato al 21º posto della graduatoria nazionale.

## Formazione
Attuale
- Edvard Valberg – voce, violoncello
- Tomas Berglund – basso
- Christoffer Trædal – chitarra
- Johan Hansson Liljeberg – chitarra
- Nils Jørgen Nilsen – batteria

Ex componenti
- Mathias Johansson – organo
- Anders Eikås – batteria
- Fredrik Justnes – chitarra
- Simen Følstad Nilsen – chitarra
- Lars Emmelthun – basso

## Discografia

### Album in studio
- 2011 – La alarmane gå
- 2013 – Verden er enkel
- 2015 – Opp de nye blanke
- 2016 – Goldenboy
- 2017 – Voldelig lyd
- 2022 – Animorphs
- 2025 – Soft Spot

### EP
- 2010 – Honningbarna

### Singoli
- 2019 – Siden sist
- 2020 – En av oss er idiot
- 2021 – Åh bliss
- 2021 – Passasjer
- 2024 – Heute ist mein tag
- 2024 – Rød bic
- 2025 – MP5